# Franzl Lang
Franz „Franzl” Lang (ur. 28 grudnia, 1930, zm. 6 grudnia 2015) – niemiecki piosenkarz Bawarskiej muzyki folk, znany jako Król jodłowania (niem. Jodlerkönig). Śpiewak, gitarzysta oraz akordeonista.

## Kariera
W młodym wieku otrzymał od swojego ojca akordeon. W latach 50. występował regularnie na Platzl, placu na starówce w Monachium. Dużą popularność zdobył dzięki utworowi Kuckucksjodler (niem. Jodler-kukułka). Jeden z jego najbardziej znanych utworów to kompozycja Kufestein-Lied (niem. Pieśń o Kufstein) z 1968. W latach 70. był atrakcją muzycznych pokazów w zachodnioniemieckiej telewizji, zwłaszcza w programie Lustige Musikanten stacji ZDF.
Lang sprzedał ponad 10 milionów płyt. Zdobył 20 złotych płyt i jedną platynową. Jest znany jako jeden z najbardziej popularnych jodlerów na świecie.

## Dyskografia
- 1970: Bergweihnacht (LP: Philips 63 883, Aufnahme: 1970)
- 1977: Urlaub in den Bergen
- 1979: Musik aus den Bergen
- 1987: Schön ist's auf der Welt
- 1991: Mir geht's guat
- 1996: Freude am Leben
- Alpen-Echo
- Das original Kufsteiner Lied
- Der Königsjodler
- Die schönsten Volkslieder
- Die schönsten Jodler der Welt
- Echo der Berge
- Freunde der Berge
- Goldene Sonne, goldene Berge
- Himmel, Harsch und Firn mit den Kaiserlich Böhmischen
- Holladaratata
- In Oberkrain
- Jodlerkönig
- Kameraden der Berge
- Komm mit in die Berge
- Lagerfeuer in den Bergen
- Ski Heil
- Stimmung beim Bier
- Stimmung beim Jodlerwirt
- Wir kommen von den Bergen
- Zillertal, du bist mei Freud
- Tirol Heimat der Berge
- 10 Jahre Jubiläum beim Jodlerwirt
- Im Wilden Westen
- Grüß Gott in Bayern
- Zünftig pfundig kreuzfidel
- Das Bayernland
- Der weißblaue Hammer

## Życie prywatne
Franzl z zawodu był ślusarzem. W 1954 ożenił się z Johanną. Miał z nią jednego syna (Franz Herbert Lang, zm. w 1995 r.) i jedną córkę (Christl Pöhlmann).
Pod koniec życia chorował na cukrzycę i zaćmę. Po śmierci jego ciało zostało skremowane, zaś urnę z prochami pochowano na monachijskim Cmentarzu Leśnym. Na pogrzebie wśród około 200 przyjaciół i innych muzyków, pojawili się tacy ludzie jak Takeo Ischi, Marianna Hartl i Michael Hartl.

## Odniesienia
Niektóre z utworów z albumu Der Königsjodler wykorzystywane były w transmisjach niemieckojęzycznej radiostacji numerycznej Tyrolean Music Station, obsługiwanej przez Service de Documentation Exterieure et de Contre-espionnage (pol. Służba Dokumentacji Zagranicznej i Kontrwywiadu) – francuską instytucję wywiadu i kontrwywiadu.